# Tương Phố
Tương Phố tên thật: Đỗ Thị Đàm (1896 - 1973), là nhà thơ nữ Việt Nam, thuộc thế hệ văn học 1913 - 1932.
Tên tuổi của Tương Phố gắn liền với phong trào "Nữ lưu và văn học", và bà đã có những tác phẩm được đánh giá cao như "Giọt lệ thu" (văn xuôi có xen thơ, 1923), "Tái tiếu sầu ngâm" (thơ, 1930), "Khúc thu hận" (thơ, 1931)...

## Cuộc đời
Tương Phố sinh tại đồn Đầm, tỉnh Bắc Giang, nhưng nguyên quán của bà ở xã Bối Khê, tổng Cẩm Khê, phủ Khoái Châu, tỉnh Hưng Yên.
Bà là con của ông Đỗ Duy Phiên và bà Nguyễn Thị Yểm. Vừa lớn lên, bà ra Hà Nội học ở trường Nữ hộ sinh, sau bỏ dở, để theo học Trường Nữ Sư phạm, nhưng khi tốt nghiệp, bà không đi dạy. Bà có một cô em gái tên là Đỗ Song Khê, chính là người đã viết bài "Muốn ăn rau sắng chùa Hương" dưới bút danh Đỗ Tang Nữ nhắn gửi thi sĩ Tản Đà năm 1923.
Trong khoảng thời gian ở Hà Nội, bà gặp Thái Văn Du (em ruột Thượng thư Thái Văn Toản), một sinh viên trường thuốc, rồi họ thành vợ chồng năm 1915.
Một năm sau (1916), Tương Phố sinh con trai là Thái Văn Châu, thì chồng bà (khi ấy đã là Y sĩ Đông Dương) phải qua Pháp tham chiến trong cuộc chiến tranh Pháp-Đức (1914-1918). Khoảng cuối năm 1919, chồng bà bị bệnh phổi phải trở về Huế, rồi mất vào mùa thu năm 1920 (ngày 25 tháng 7) khi bà còn đang học ở trường Nữ Sư phạm Hà Nội.
Tương Phố thuộc hàng nữ lưu tân tiến những năm 20 của thế kỷ 20. Bà bắt đầu làm thơ vào khoảng những năm ông Du phải đi xa, và số thơ này đều có chủ đề chung là nỗi nhớ mong chồng.
Sau khi chồng mất, năm 1923 (hoặc 1922) bà viết một bài văn xuôi có xen 8 đoạn thơ lục bát và song thất lục bát, mang tên là "Giọt lệ thu", được đăng báo năm 1928. Đây là tác phẩm gây được tiếng vang trên văn đàn thời bấy giờ và cũng đã khơi dòng văn chương lãng mạn sầu não trong văn học Việt Nam hiện đại. Bởi nội dung bài là tiếng khóc thê thiết của một người vợ trẻ (Tương Phố) chờ chồng suốt ba năm, nhưng khi chồng (Thái Văn Du) về tới Huế, chẳng bao lâu thì mất. Đầu những năm 30, bài văn này đã được một nữ dịch giả người Pháp dịch ra tiếng Pháp, được một số nhà phê bình Pháp chú ý.
Sau đó bà tiếp tục viết những bài văn thơ cùng loại, đăng báo Nam Phong, về sau được tập hợp thành các tập: Giọt lệ thu, Mưa gió sông Tương, Trúc mai... Bà cũng từng làm thơ xướng họa với nhà chí sĩ Phan Bội Châu, thi sĩ Đông Hồ.
Năm Ất Sửu (1925), bà tái giá với Tuần phủ Phạm Khắc Khánh ở Phúc Yên (nay thuộc tỉnh Vĩnh Phúc).
Sau năm 1945, Tương Phố vào sống ở Nha Trang rồi mất ở Đà Lạt vào ngày 8 tháng 11 năm 1973, thọ 77 tuổi. Bà được an táng tại đồi Tương Sơn, TP. Đà Lạt. Hiện nay, ở thành phố cao nguyên này có một đường phố mang tên bà.

## Tác phẩm
Tương Phố chính thức bước vào làng văn từ những năm 1927, 1928 và nổi tiếng qua bài "Giọt lệ thu" đang trên tạp chí Nam Phong số 131 (tháng 7 năm 1928).
Các tác phẩm của bà đã xuất bản (chưa được thống kê đầy đủ), gồm: 
- Giọt lệ thu (tập thơ, 1952)
- Mưa gió sông Tương (tập thơ, xuất bản thời Việt Nam Cộng hòa năm 1960)
- Trúc Mai (truyện dài bằng thơ)

Ngoài ra, bà còn viết một số tác phẩm, như: Nhờ rừng xanh (?), Tình quê (?), Chia phôi (?) Liên xóm Bàng (truyện, ?), Một giấc mộng (truyện, tạp chí Nam Phong số 133, tháng 9 năm 1928), Mối thương tâm của người bạn gái (truyện, tạp chí Nam Phong số 135, tháng 11 năm 1928), Bức thư rơi (truyện, 1929), Tặng bạn chán đời (truyện, 1929)... Và một số bài tiểu luận cũng đăng trên tạp chí này.

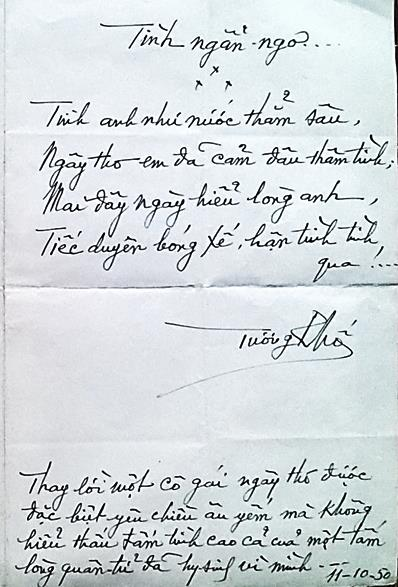
Bút tích thơ và chữ ký của cố nữ sĩ Tương Phố .jpg

## Nhận xét
Đánh giá sự nghiệp văn chương của Tương Phố, các nhà nghiên cứu đã viết như sau:
- Nguyễn Vỹ:

Tôi yêu thơ Tương Phố từ hồi 11 tuổi. Tình yêu thơ mộng hồn nhiên và viển vông còn mãi trong tâm trí. Lớn lên tưởng tình yêu đó đã chết, không ngờ nó cũng lớn lên với tôi....
- Nguyễn Tấn Long & Nguyễn Hữu Trọng:

Chỉ trong thời gian ba năm, đôi vợ chồng trẻ đã làm một cuộc tạm biệt rồi vĩnh biệt nhau. Đau khổ, Tương Phố đã đem nỗi bi thương của mình trải trên những dòng thơ và tạo thành áng văn trác tuyệt về tình...Nó không hề vay mượn của ai, nó hề không gò bó, gượng ép hay giả tạo...Đó chính là nét độc đáo của Tương Phố.
- Vũ Ngọc Phan:

Gần đây, thơ mà âm điệu du dương, nhưng tính tình lại thấm thía và gần gũi với người đời, trước hết phải kể thơ của Tương Phố...Và bài "Giọt lệ thu" có thể coi là một bài mở đầu cho lối thơ thê lương, ảo não...Trong thi phẩm này, Tương Phố hay kể lể, hay dùng chữ cổ đượm những màu xưa…nên ngày nay chắc nhiều người cho là lôi thôi (đúng là những lời kể lể của người đàn bà trong khi khóc chồng), là cổ, nhưng nó thật là lối văn đặc biệt...vẫn có cái sức cảm người ta về âm điệu trước, về ý sau...Nếu đem so sánh Đông Hồ với Tương Phố, người ta thấy Đông hồ là tay thợ thơ, còn Tương Phố mới thật có tâm hồn thi sĩ. Cái tâm hồn này lại là một tâm hồn đặc Việt Nam, không chịu ảnh hưởng một cái học ngoại lai nào cả...Nhìn chung, thơ của Tương Phố réo rắt và cảm động, nhưng văn xuôi của bà lại kém phần chân thật.
- Phạm Thế Ngũ:

Chỉ từ khi bài "Giọt lệ thu" đăng trên tạp chí Nam Phong (tháng 7 năm 1928), cái tên Tương Phố mới ra đời. Nhưng mãi đến 1930, sau khi bài "Khúc thu hận" và bài "Tái tiếu sầu ngâm" đăng trên Nam Phong, thì nữ sĩ mới thật sự chiếm được một ghế thi gia vững vàng trên thi đàn, và đủ làm cho ngây ngất cả một thế hệ vốn ôm sẵn chữ "thu" trong lòng. Hơn mười năm sau, mấy vần réo rắt ấy vẫn còn được Vũ Ngọc Phan tán tụng. Song đối với chúng ta ngày nay, cái giọng gọi hồn, cái tiếng khóc đám ma ấy đã giảm nhiều hấp lực. Có thể khen là tác giả có ý thành thật, song nó sáo, sáo quá...Còn truyện của bà, đa phần là những ký sự, hồi ký cá nhân. Cách kết cấu của chúng (trừ "Giọt lệ thu") đều sơ sài, cốt truyện có khi rất giả tạo, hình như tác giả viết cốt để giảng luân lý, để giãi bày những tư tưởng của mình về nhân sinh, về thời thế.
- Thanh Lãng:

Ba nhà viết truyện ngắn tiêu biểu ở thời kỳ này (1913-1932) là Nguyễn Bá Học, Phạm Duy Tốn và Tương Phố. Xét kỹ về kỹ thuật, không ai giống ai...Cả hai ông đều quan niệm truyện là một sự tập trung, một sự đổ dồn có giàn xếp để đi đến chỗ chng kết, nhưng truyện của Tương Phố thì không. Hình như nó chủ ý không có kết cấu...Văn thơ của bà xét chung là thứ văn nhịp nhàng cân đối. Tuy nhiên, hồi đầu với Giọt lệ thu, lời lẫn ý đều rất thơ, và thường điệp ngữ…Về sau, văn của Tương Phố nhẹ nhàng hơn, gần với tiếng nói hàng ngày hơn. Lối dùng điệp ngữ chỉ thỉnh thoảng mới thấy...
Về mặt tư tưởng, có lẽ Tương Phố là người đã phối kết đầy đủ hơn hết (trong một tổng hợp đầy mâu thuẫn) tất cả đặc tính của thế hệ. Cùng với Trần Tuấn Khải, Đông Hồ, Hoàng Ngọc Phách; Tương Phố là hiện thân của tình cảm lãng mạn. Nghĩa là, tất cả mọi sầu thảm của thế hệ (cảnh đất nước điêu linh, cảnh hàng mấy trăm ngàn thanh niên bị bó buộc đầu quân sang Pháp…) như cô đúc lại trong người thiếu phụ sông Thương, ấy là chưa nói đến thân phận góa bụa ở lứa tuổi 20…Nhìn chung, tài năng thực sự của Tương Phố là ở thi ca, chứ không phải ở địa hạt tiểu thuyết.
- Nguyễn Huệ Chi và Lê Trí Dũng:

Tương Phố đã góp vào bộ phận văn chương Việt hợp pháp 30 năm đầu thế kỷ 20 một tiếng khóc ảo não, ít nhiều có làm sống lại tâm trạng người chinh phu trong văn học quá khứ... Nhưng nỗi đau xót vì hạnh phúc chóng tan của bà có nhiều sầu thảm, vô vọng hơn, và cũng nhuốm màu sắc hiện đại hơn. Vì trong đó, không chỉ có nỗi đau riêng, mà còn gói cả một "trời sầu" của thế hệ thanh niên tiểu tư sản thành thị Việt Nam những năm sau Đại chiến I. Chính căn bệnh thời đại này đã đẻ ra một loạt những sáng tác kiểu Giọt lệ thu (Tương Phố), Linh Phượng (Đông Hồ), Bể thảm (Đoàn Như Khuê)... Đó là những tiếng nói lãng mạn, yếu ớt đầu mùa, nặng tính chất thoát ly, nhưng cũng còn bị cột trong khá nhiều thành kiến luân lý cổ. Về sau, tuy Tương Phố còn sáng tác, nhưng trong tác phẩm của bà chỉ rặt những "ý mòn, lời sáo", nên không còn được ai chú ý nữa. Nói khác hơn, ngòi bút của bà đã lạc lõng với thời đại.
Về mặt nghệ thuật, văn xuôi của bà là thứ văn có đối, có vần, có sự pha tạp giữa ký, tạp ký, luận thuyết với thể truyện. Tuy chúng có lâm ly réo rắt nhưng từ ngữ thì sáo mòn như phần đông các cây bút văn xuôi buổi đầu thế kỷ 20. Thơ bà, trước sau chỉ quanh quẩn trong hai thể loại là lục bát và song thất, thỉnh thoảng có đôi bài Đường luật, với lời lẽ sầu thảm như văn xuôi...

## Giới thiệu thơ
| Giọt lệ thu Bao giờ quên được mối tình xưa Sinh tử còn đau mãi đến giờ Giấc mộng tìm nhau tìm chẳng thấy Mênh mang biển hận, hận không bờ. Trời thu ảm đạm một màu Gió thu hiu hắt thêm rầu lòng em Trăng thu bóng ngả bên thềm Tình thu ai để duyên em bẽ bàng. Sầu thu nặng lệ thu đầy Vì lau san sát hơi may lạnh lùng Ngổn ngang trăm mối bên lòng, Ai đem thu cảnh họa cùng thu tâm. (1923) | Khóc thu hận (Trích) Chàng đi buổi thu sơ năm ấy, Thu năm về, nào thấy chàng về; Chàng đi, đi chẳng trở về, Thu về, thiếp những tê mê dạ sầu! Làng mây nước biết đâu nhắn gửi, Khoảnh đất trời để mãi nhớ thương; Vì chàng, chín khúc đoạn trường, Vì chàng, trăm mối sầu vương tháng ngày. Thu xưa khóc, thu này lại khóc, Năm năm thu, mảng khóc mà già; Người xưa khuất, cảnh cũ qua, Non buồn nước lạnh, cỏ hoa tiêu điều. Nỗi ly hận mây chiều gió sớm, Tình tương tư khoảng vắng canh trường; Gió mưa tâm sự thê lương, Chỉ kim ai vá đoạn trường nhau đây! ... (1931. Đăng trên tạp chí Nam Phong số 164-tháng 7 năm 1931). |

| Tái tiếu sầu ngâm Trích: Đàn xưa, ai dứt dây đàn? Đứt dây từ đấy, chứa chan mạch sầu! Ngày lạnh chi dở dang nhau, Tuổi xanh nghi buổi bạc đầu mà thương. Vóc mai gầy gò tuyệt sương, Mấy thu chiếc bách cánh buồm bơ vơ. E dè buổi gió chiều mưa, Con côi, mẹ góa, dễ nhờ nương đâu? Bước đi, âu cũng thương nhau, Dừng chân đứng lại cơ màu dở dang. Dây loan chắp nối đoạn trường, Ngâm câu tái tiếu hai hàng lệ sa! Dễ âu duyên mới du mà, Còn tình chăng nữa, cũng là lụy thôi. Trăm năm danh tiết lỡ rồi, Dẫu thân chung đỉnh cũng đời bỏ đi. Đào tơ sen ngó từ khi, Ngây thơ đôi lứa ngờ chi nỗi này. Uyên ương chia rẽ bấy nay, Lạc bầy chắp cánh, thẹn ngày giao hoan. Tình xưa lai láng khôn hàn, Bến xưa ngoảnh lại muôn vàn thương tâm!. ... | Thuyền ai, não khách ôm cầm, Dây tơ dìu dặt, âm thầm tiếng tơ. Khúc thành, lệ ứa như mưa, Cảm xoang điệu cũ bao giờ cho thôi. Thân này, đôi dẫu đủ đôi, Lòng này, riêng vẫn lẻ loi tấm lòng! Theo duyên ân ái đèo bòng, Trăm năm vẫn một khúc lòng bi thương. Nghĩ vui đuốc tuệ hoa đàm, Cha già, con dạy dễ làm sao đây? Chàng từ cười hạc chơi mây, Bụi hồng, nào biết những ngày gió mưa. Đau lòng thiếp, nỗi sau xưa, Cửa nhà, non nước như tơ rối bời. Lòng nào lòng tưởng vui cười, Cũng thân nghiêng ngửa với trời đa đoan. Nỗi đời nếm hết tân toan, Khôn ngoan chi mấy mà oan trái nhiều! Nước non duyên nợ nghĩ liều, Cầm như con trẻ chơi diều đã xong. Nỗi riêng lệ ứa đôi dòng, Trăm năm để một tấm lòng từ đây! (1925. Đăng trên tạp chí Nam Phong số 147, tháng 2 năm 1930) |

## Sách tham khảo
- Vũ Ngọc Phan, Nhà văn hiện đại (trọn bộ). Nhà xuất bản Sống Mới, Sài Gòn, 1959.
- Nguyễn Vỹ, Văn thi sĩ tiền chiến. Nhà xuất bản Văn học in lại năm 2007.
- Nhiều người soạn, Từ điển Văn học (bộ mới). Nhà xuất bản Thế giới, 2004.
- Thanh Lãng, Bảng lược đồ văn học Việt Nam (quyển hạ). Nhà xuất bản Trình Bày, Sài Gòn (sách không ghi năm xuất bản).
- Nguyễn Tấn Long & Nguyễn Hữu Trọng, Việt Nam thi nhân tiền chiến (quyển thượng). Nhà xuất bản Sống Mới, Sài Gòn, 1968.
- Phạm Thế Ngũ, Việt Nam văn học sử giản ước tân biên (quyển 3). Quốc học tùng thư, Sài Gòn, 1965.